# Powers Building
Powers Building es un edificio de oficinas histórico ubicado en la ciudad de Rochester, la sede del condado de Monroe (Estados Unidos). Fue construido en 1869 y tiene nueve pisos. Mide 50,3 por 52,1 m y está dispuesto en torno a una gran escalera en el centro. Cuenta con un techo triple abuhardillado y una torre de observación que se agregaron después de la construcción inicial, entre 1873 y 1888, por parte de Daniel Powers para mantener su posición como el edificio más alto de Rochester. Fue diseñado por el destacado arquitecto de Rochester, Andrew Jackson Warner.
Fue incluido en el Registro Nacional de Lugares Históricos en 1973.  En 2019, el Powers Hotel adyacente también se agregó a la lista.

## Galería

El Powers Hotel
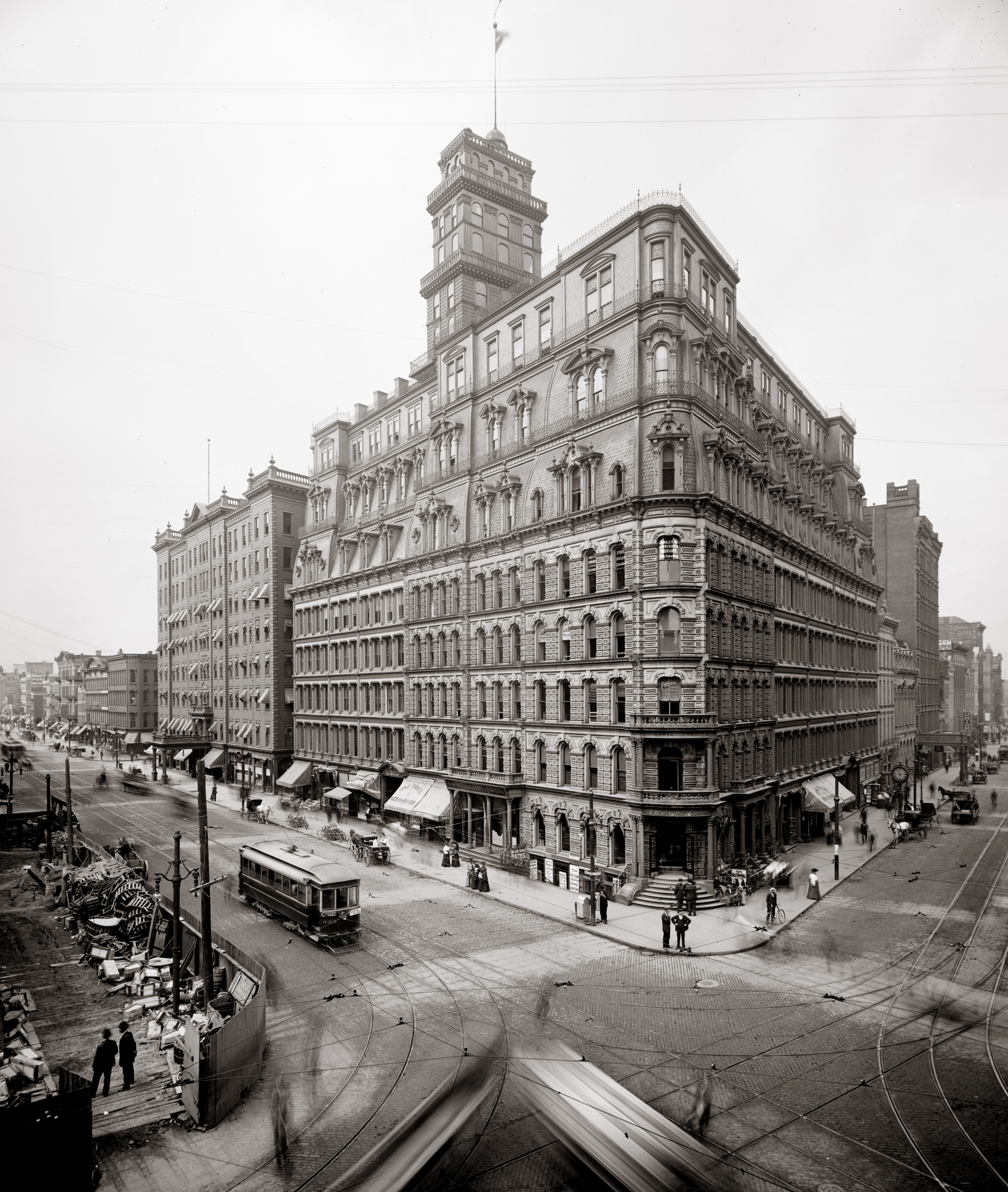
El Powers Building en 1904
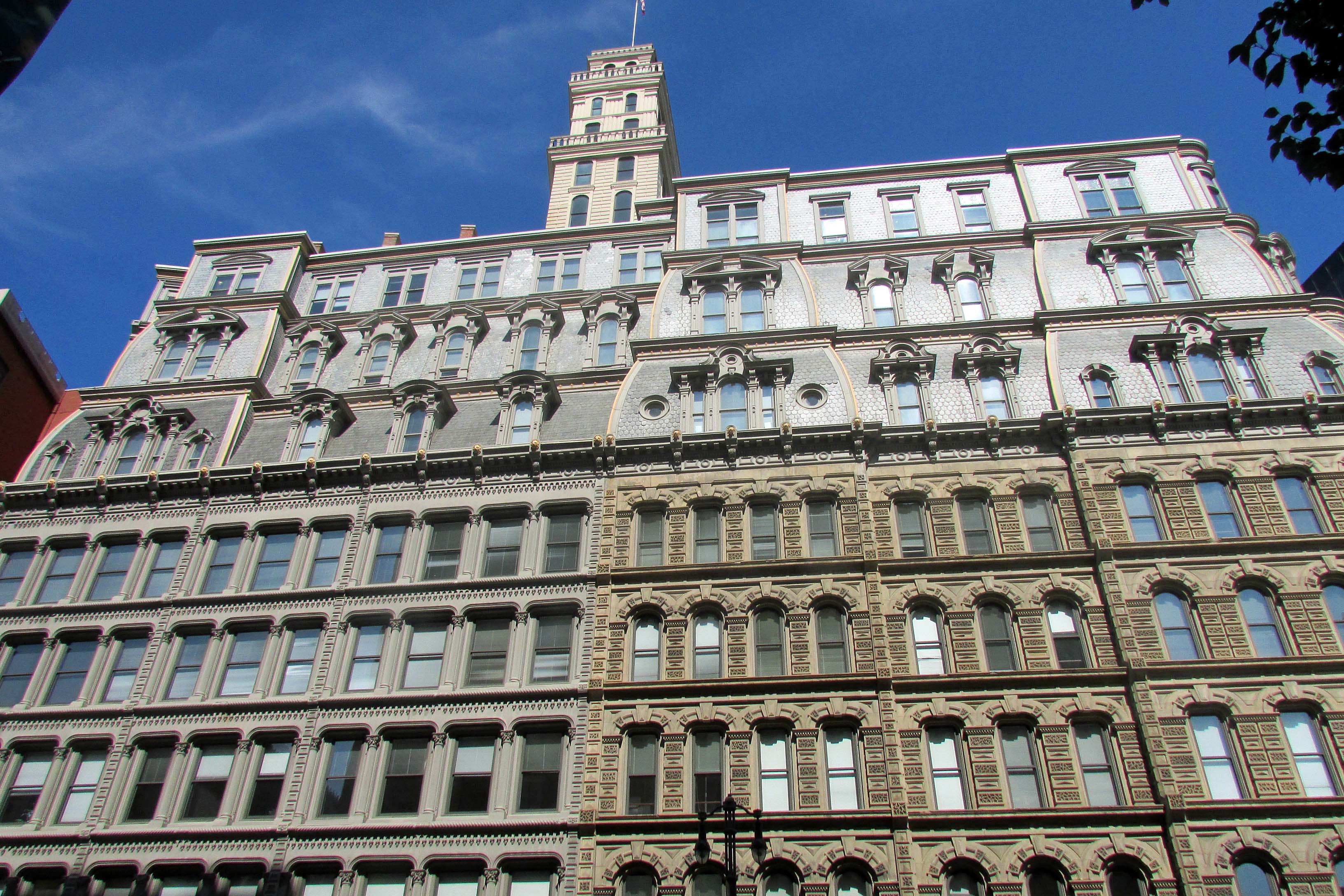
Fachada principal en 2017